# フリージア (Uruの曲)
「フリージア」は、日本のシンガーソングライター・Uruが発売した3作目のシングル。

## 概要
- 前作「The last rain」から4ヶ月ぶりのシングル。
- 森口博子が2019年のアルバム「GUNDAM SONG COVERS」でカバー。
- 和島あみが2020年のアルバム「じわソン 〜声優の卵が選んだ“泣けるアニソン”を、和島あみが歌ってみた〜」でカバー。

## 収録曲
1. フリージア [5:35]
作詞：Uru
作曲：岩見直明
編曲：トオミヨウ
2. 娘より [5:41]
作詞：Uru
作曲：宇佐美宏
編曲：三橋隆幸
3. No way!! [3:04]
作詞・作曲：Uru
編曲：Shingo Suzuki
4. フリージア -instrumental- [5:35]
作曲：岩見直明
編曲：トオミヨウ
5. 娘より -instrumental- [5:41]
作曲：宇佐美宏
編曲：三橋隆幸
6. No way!! -instrumental- [2:59]
作曲：Uru
編曲：Shingo Suzuki

## タイアップ
- MBS・TBS系列テレビアニメ『機動戦士ガンダム 鉄血のオルフェンズ』第2期エンディングテーマ (#1)
- MBS開局65周年記念の新春ドラマ特別企画『しあわせの記憶』主題歌 (#2)

## 収録アルバム
- モノクローム (#1,2)
- TVアニメ『機動戦士ガンダム 鉄血のオルフェンズ』Original Sound Tracks II (#1 TVサイズ)
- 機動戦士ガンダム 鉄血のオルフェンズ COMPLETE BEST (#1)